# 한얼
한얼(1995년 12월 15일 ~ )은 대한민국의 프로게임단 지도자이다.

## 지도자 생활
2018년 4월, 콩두 몬스터의 코치로 부임했다.
2019시즌을 앞두고 클러치 게이밍의 코치로 부임했다.
2020년 6월, 아프리카 프릭스의 코치로 부임했다. 2021시즌을 앞두고 팀의 감독으로 승격되었다. 하지만 스프링 시즌 팀은 좋지 못한 성적을 거두었으며 서머 시즌을 앞두고 카인 감독이 부임하면서 코치로 다시 자리를 옮겼다. 2021시즌 종료 후 팀에서 퇴단했다.
2022시즌을 앞두고 이블 지니어스의 코치로 부임했다. 스프링 시즌 동안 팀의 우승에 기여했다. 스프링 시즌 종료 후 2022년 MSI에 참가했다. 서머 시즌을 앞두고는 감독인 터틀과 자리를 바꾸며 감독으로 부임했다. 2022시즌 종료 후 군 입대를 위해 감독직에서 물러났다.